# ميلين بونيف
ميلين بونيف هو لاعب كرة قدم بلغاري في مركز الدفاع، ولد في 1 يوليو 1986 في تريافنا في بلغاريا. لعب مع FC Kaliakra Kavarna ‏.

## وصلات خارجية
- ميلين بونيف على موقع قاعدة بيانات كرة القدم.إي يو (الإنجليزية)